# В'язова (Челябінська область)
В'язова (рос. Вязовая) — селище, підпорядковане місту Усть-Катав Челябінської області Російської Федерації.
Населення становить 1700 осіб (2010).

## Історія
Згідно із законом від 26 серпня 2004 року органом місцевого самоврядування є Усть-Катавський міський округ.

## Населення
| 1959 | 1970  | 1979  | 1989  | 2002  | 2010  |
| ---- | ----- | ----- | ----- | ----- | ----- |
| 5753 | ↘3422 | ↗3934 | ↘2493 | ↘2116 | ↘1700 |